# أدولفو كولومبو
أدولفو كولومبو هو مغني كوبي، ولد في 1868، وتوفي في 1953.